# علی رجائی (نماینده)
علی رجایی سیاست‌مدار ایرانی بود، که در  دوره بیست و یکم   بعنوان نماینده شیراز در مجلس شورای ملی حضور داشت.